# Аймалін
Аймалін (англ. Ajmaline, лат. Ajmalinum (торговельні назви гілуритмал, ритмос, аритміна) — природний антиаритмічний препарат, що відноситься до підкласу Іа антиаритмічних препаратів (згідно деяких варіантів класифікації — до підгрупи Іс). Аймалін може застосовуватися як перорально, так і парентерально. За своєю хімічною структурою є алкалоїдом, який отриманий із кореня раувольфії зміїної, пізніше із деяких інших видів роду раувольфія, а також із катарантуса рожевого (Catharanthus roseus). На відміну від інших алкалоїдів раувольфії, аймалін не має седативної та гіпотензивної дії. Аймалін уперше виділений індійським ученим Салімуззаманом Сіддікі у 1931 році, та названий ним на честь його вчителя, відомого спеціаліста з традиційної індійської медицини Хакім Аймал Хана. У зв'язку із низькою біодоступністю аймалін натепер застосовується вкрай рідко, частіше застосовується його напівсинтетичне похідне праймалін (найрозповсюдженіша торговельна марка нео-гілуритмал).

## Фармакологічні властивості
Аймалін — природний антиаритмічний препарат Іа класу. Механізм дії препарату полягає у інгібуванні швидких натрієвих каналів. Аймалін, подібно до прокаїнаміду має також мембраностабілізуючі властивості, гальмує швидкість початкової деполяризації кардіоміоцитів, подовжує тривалість та ефективний рефрактерний період потенціалу дії кардіоміоцитів як у передсердях, так і шлуночках. Препарат також знижує збудливість міокарду, сповільнення провідності, як у атріовентрикулярному вузлі, так і внутрішньошлуночкову провідність, і провідність по додаткових шляхах провідної системи. Аймалін не впливає на скоротливу здатність міокарду, на тонус артерій, та має слабкі властивості бета-блокатора. Аймалін застосовується також для діагностики синдрому Бругада — рідкісного спадкового захворювання, яке супроводжується синдромом раптової смерті в молодих людей, найчастіше чоловіків із Південно-Східної Азії, та проявляється характерними змінами на ЕКГ під час приступу. Оскільки при синдромі Бругада, як і при застосуванні аймаліну, спостерігається інгібування швидких натрієвих каналів у міокарді, тому внутрішньовенне введення аймаліну (іноді пероральне), а також застосування інших блокаторів натрієвих каналів (прокаїнаміду, флекаїніду), у хворих із даним синдромом викликає або посилює характерні зміни на ЕКГ, які не проявляються у пацієнтів, котрі не мають даного синдрому. Оскільки застосування даних антиаритмічних засобів може спровокувати виникнення небезпечних для життя порушень ритму серця, такі фармакологічні проби мають проводитись у стаціонарі, а медперсонал має бути готовим надавати невідкладну медичну допомогу на випадок раптової зупинки серця або небезпечної для життя аритмії.

### Фармакокінетика
Аймалін погано (приблизно на 30 %) всмоктується у шлунково-кишковому тракті, біодоступність при пероральному прийомі становить 30 % у зв'язку із ефектом першого проходження через печінку. При парентеральному застосуванні біодоступність препарату становить 100 %. Препарат добре (на 65—75 %) зв'язується з білками плазми крові. Початок дії аймаліну після внутрішньовенного застосування спостерігається за 10—30 хвилин, після внутрішньом'язової ін'єкції за 30—60 хвилин, при пероральному застосуванні протягом 1 години. Метаболізується препарат у печінці з утворенням як активних, так і неактивних метаболітів. Виводиться аймалін у вигляді метаболітів переважно із сечею у вигляді метаболітів. Період напіввиведення препарату становить у середньому 4 години, цей час може збільшуватися при печінковій та нирковій недостатності.

## Показання до застосування
Аймалін застосовують при шлуночковій та надшлуночковій екстрасистолії, шлуночковій пароксизмальній тахікардії (у тому числі при синдромі WPW), пароксизмі миготливої аритмії або фібриляції передсердь, порушення ритму при інтоксикації серцевими глікозидами, а також для діагностики синдрому Бругада.

## Побічна дія
При застосуванні аймаліну можуть спостерігатись наступні побічні ефекти:
- Алергічні реакції — рідко шкірні алергічні реакції.
- З боку травної системи — нудота, блювання, відчуття важкості в епігастрії, холестаз.
- З боку нервової системи — при тривалому застосуванні головний біль, головокружіння.
- З боку серцево-судинної системи — гіпертензія, порушення синоатріальної та внутрішньошлуночкової провідності, рідко асистолія та фібриляція шлуночків.
- Інші побічні ефекти — відчуття жару при внутрішньовенному застосуванні.
- Зміни в лабораторних аналізах — агранулоцитоз, тромбоцитопенія, збільшення активності амінотрансфераз в крові.

## Протипокази
Аймалін протипоказаний при підвищеній чутливості до препарату, синдромі слабості синусового вузла, внутрішньошлуночковій або AV-блокаді II—III ступеня, важких формах хронічної серцевої недостатності, артеріальній гіпотензії, кардіогенному шоці, нирковій недостатності, анемії.

## Форми випуску
Аймалін випускається у вигляді таблеток по 0,05 г та ампул по 2 мл 2,5 % розчину для парентерального застосування. На 1 червня 2016 року в Україні не зареєстрований.